# Atmosphere (песня)
«Atmosphere» (англ. Атмосфера) — песня британской пост-панк-группы Joy Division. Первоначально была выпущена 18 марта 1980 года на сингле «Licht und Blindheit» («Свет и слепота»). Сингл был издан ограниченным тиражом, количеством в 1578 экземпляров, с песней «Dead Souls» в качестве би-сайда.
После смерти вокалиста Иэна Кёртиса в мае 1980 года «Atmosphere» была выпущена в виде двойного одностороннего сингла вместе с песней «She’s Lost Control».

## Выпуск
Песня была выпущена первоначально 19 марта 1980 года лейблом Sordide Sentimental синглом только во Франции, под названием «Licht und Blindheit». Он был выпущен ограниченным тиражом вместе с «Dead Souls» на обратной стороне. Джон Пил представил трек «Atmosphere» публике в первый раз на своём шоу 11 марта 1980 года и песню «Dead Souls» следующим вечером.
После смерти вокалиста Иэна Кёртиса в мае 1980 года «Atmosphere» была переиздана синглом вместе с композицией «She’s Lost Control». «Atmosphere» была выпущена на стороне «А» в Великобритании, но на стороне «Б» в США. «She’s Lost Control» была представлена в альтернативной версии к той, которая была представлена на дебютном альбоме группы Unknown Pleasures. Сингл добрался до первой позиции в Новой Зеландии в апреле 1981 года и позже снова попал в чарты в июле 1984 года (под номером 17), после переиздания в августе 1988 года он добрался до 5-й позиции. «Atmosphere» добрался до вершины UK Indie Chart в октябре 1980 года и подтвердил свою позицию в июле 1988 года (под номером 2), сингл также добрался до 34 позиции в хит-параде UK Singles Chart в июне 1988 года. Сингл был также переиздан в 1988 году для включения в сборник Substance.

## Список композиций

### «Licht und Blindheit»
Авторы всех песен Кёртис/Самнер/Моррис/Хук.
7" винил (Sordide Sentimental SS 33 002)
1. «Atmosphere» — 4:10
2. «Dead Souls» — 4:53

### Оригинальный сингл
Авторы всех песен Кёртис/Самнер/Моррис/Хук.
12" винил (Factory UK FACUS 2)
1. «Atmosphere» — 4:10
2. «She's Lost Control» — 4:45

12" винил (Factory US FACUS 2)
1. «She’s Lost Control» — 4:45
2. «Atmosphere» — 4:10

### Переиздание 1988
Все песни написаны группой Joy Division.
7" винил (Factory Fac213/7)
1. «Atmosphere» — 4:10
2. «The Only Mistake» — 4:19

12" винил (Factory FAC 213)
1. «Atmosphere» — 4:10
2. «The Only Mistake» — 4:19
3. «Sound of Music» — 3:55

CDS (Factory FAcd213)
1. «Atmosphere» — 4:10
2. «Transmission» (live) — 3:37
3. «Love Will Tear Us Apart» — 3:27

## Видеоклип
Видеоклип к песне был выпущен после распада группы, в 1980 году. Режиссёром клипа стал Антон Корбейн, отвечавший за многие ранние фотографии группы и впоследствии снявший биографический фильм «Контроль» о Иэне Кёртисе и Joy Division.

## Наследие
Песня занимает первое место в списке 20 лучших готических треков по версии английского музыкального журнала New Musical Express.

## В популярной культуре
- Песня звучит в фильме «Круглосуточные тусовщики» после сцены самоубийства Кёртиса[12].
- Также песня используется в биографическом фильме о Кёртисе «Контроль»[12].
- Использовалась в документальном фильме о Джоне Мильтоне «Armando Iannucci: Milton’s Heaven And Hell», который транслировался в мае 2009 года.
- Джонатан Байерс, персонаж сериала «Очень странные дела», слушает её в 4 серии 1 сезона.
- Песня звучит в фильме «Золото» американского режиссёра Стивена Гейгана

## Позиции в чартах
| Чарт (1981)                        | Позиция |
| ---------------------------------- | ------- |
| Новая Зеландия (Recorded Music NZ) | 1       |

| Чарт (1984)                        | Позиция |
| ---------------------------------- | ------- |
| Новая Зеландия (Recorded Music NZ) | 17      |

| Чарт (1988)                        | Позиция |
| ---------------------------------- | ------- |
| Новая Зеландия (Recorded Music NZ) | 5       |
| UK Singles Chart                   | 34      |